# Grès utilisé en construction
Le grès est une roche détritique, utilisée en construction.
Les grès fournissent des pavés et des blocs de toute grandeur. Il suffit pour les débiter quand les blocs ne sont pas trop forts de les fendre en les frappant à petits coups dans une direction déterminée avec des marteaux dits épinçoirs ou de petits pics tranchants. Si les blocs sont trop gros on prépare la fente en creusant des entailles dans la direction où l'on veut produire la rupture et l'on enfonce des coins dans les entailles suffisamment rapprochées.
On trouve ordinairement les grès en bancs d'une grande étendue ou en masses informes que l'on appelle rognons. Cette espèce de pierre n'ayant pas de lit se débite dans tous les sens et de la grandeur que l'on veut.
Les grès prennent le nom de poudingues lorsqu'ils sont formés de cailloux roulés empâtés dans un ciment calcaire ou argileux. Ils prennent le nom de brèches lorsqu'ils sont formés de cailloux anguleux réunis par un ciment plus ou moins abondant Les grès produisent des étincelles sous le choc de l'acier et ne font pas effervescence avec les acides. Ils sont souvent complètement blancs et parfois colorés en gris ou en rouge par certains oxydes métalliques et principalement des oxydes de fer. La cassure du grès est unie quelquefois brillante et quelquefois mate.
Si les grains sont peu cimentés, le grès est très poreux. Le grès pouvait fournir des pierres à filtrer. Plus récemment les couches géologiques constituées de tels grès peuvent former de bons réservoirs d'eau, de pétrole ou de gaz.

## Grès argileux
Le grès argileux connu sous le nom de molasse est constitué de grains ténus, quasi indiscernables à l'œil nu
de couleur grise et se laisse tailler facilement au moment de son extraction mais dès que cette pierre a été exposée pendant quelque temps à l'action de l air elle acquiert une très grande dureté et devient très résistante. On en fait un grand usage dans le midi de la France.

## Grès calcaire
Les grès calcaires se distinguent en grès tendres et grès durs. Les grès calcaires tendres ne peuvent être employés dans les maçonneries parce qu'ils n offrent pas assez de résistance et s'écrasent facilement On en fait des meules à aiguiser et des pierres à filtrer l'eau. Les grès calcaires durs ont une grande dureté et se laissent débiter facilement. Ils ont un grain fin et égal et une couleur blanche. Ils résistent à l'action de l'air et de la gelée. On en fait des pavés et de la pierre de taille mais peu de moellons parce qu'ils adhèrent mal au mortier. Outre les grès argileux et les grès calcaires il y a encore les grès siliceux que l'on distingue à leur extrême dureté à la finesse de leurs grains et à leur force de cohésion. Comme ils n'adhèrent pas bien au mortier on les emploie peu comme pierre à bâtir ils sont en outre d un usage médiocre dans les pavages.

## En Belgique
Dénomination de référence:
- Grès schisteux: grès schisteux des régions de Bouillon, de Malmédy et de Paliseul, provinces de Luxembourg et de Liège[2].
- Grès jaunes décalcifiés du Famennien ou Pierre d'avoine: Grès de la Meuse et ses affluents, Condroz[3].
- Grès famenniens du Condroz: Grès de la Meuse et ses affluents, Condroz[4].
- Pierre de Waimes: Grès des Ardennes, région de Malmédy, Plateau des Tailles, province de Liège[5].
- Quartzite: grès quartzitique des environs de Theux, province de Liège[6].